# Liste der Kulturdenkmäler in Schneppenbach
In der Liste der Kulturdenkmäler in Schneppenbach sind alle Kulturdenkmäler der rheinland-pfälzischen Ortsgemeinde Schneppenbach aufgeführt. Grundlage ist die Denkmalliste des Landes Rheinland-Pfalz (Stand: 2. August 2023).

## Denkmalzonen
| Bezeichnung                       | Lage                                               | Baujahr   | Beschreibung | Bild                           |
| --------------------------------- | -------------------------------------------------- | --------- | --- | ------------------------------ |
| Denkmalzone Burgruine Schmidtburg | nordwestlich des Ortes über dem Hahnenbachtal Lage | nach 1328 | Oberburg: Palas mit Treppenturm bis in Höhe von zwei Geschossen, nach 1328; Unterburg: geringe Überreste; zwischen Ober- und Unterburg Halsgraben und dreibogige Brücke; 1689 zerstört | weitere Bilder Fotos hochladen |

## Einzeldenkmäler
| Bezeichnung                                | Lage                | Baujahr | Beschreibung                                              | Bild                           |
| ------------------------------------------ | ------------------- | ------- | --------------------------------------------------------- | ------------------------------ |
| Katholische Kirche St. Johannes der Täufer | Hauptstraße 39 Lage | 1768    | spätbarocker Saalbau, 1768, Architekt Johann Thomas Petri | weitere Bilder Fotos hochladen |